# فيديريكو رويز
فيديريكو رويز (بالإسبانية: Federico Ruiz)‏ (18 مايو 1989 ببيريسو في الأرجنتين - ) هو لاعب كرة قدم أرجنتيني في مركز الوسط. لعب مع جيمناسيا لابلاتا.

## وصلات خارجية
- فيديريكو رويز على موقع قاعدة بيانات كرة القدم.إي يو (الإنجليزية)
- فيديريكو رويز على موقع Soccerway.com (الإنجليزية)
- فيديريكو رويز على موقع AS.com (الإسبانية)